# Кульчини
Кульчини́ — село в Україні, у Красилівській міській громаді Хмельницького району Хмельницької області. Населення становить 807 особи.

## Походження назви
Походження назви пов'язують з словами — «кіл», «кол», оскільки все село було оточене дерев'яною огорожею з кілків, яку називали «колом». Пізніше, в 1427—1428 рр. село згадується під назвою «Кольчини». Ще пізніше і до цього часу вона називається Кульчини. При зміні вимови у деяких словах з букви «о» на «у» пішла остання назва. Наприклад, корінні жителі села говорили замість «коня» — «куня», «корова» — «курова», «Кольчини» — «Кульчини». Це особливості волинського діалекту української мови.
Існує інша легенда про Кульчини. Перше поселення знаходилось під річкою Понорою на лівобережжі в урочищі Яцківці, яке було спустошене під час монголо-татарської навали. Люди, які змогли врятуватися, перейшли на правий берег річки і заснували нове село. Назва пішла від першого забудовника Кульчика.

## Історія

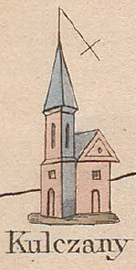
Кульчини на мапі Зигмунда Герстмана

Містечко Кульчини — одне з найдавніших поселень на Поділлі. Перша згадка в документах про село є в період хрещення Русі князем Володимиром. Називалось воно тоді удільним князівським містечком Кольчичи.
9 вересня 1517 року село було передано в маєтність Костянтину Острозькому «за службу».
Регіон зазнав значних руйнувань під час Хмельниччини, так в 1661 році в селі немає жодного вцілілого дому та жодного дорослого чоловіка.
В першій третині 18 ст., селу був наданий статус містечка. Після скасування кріпосного права в місті розміщується волосна управа. В місті діє міська управу. В 1870 році було відкрито однокласне народне училище. В місті діє пивоварний завод, шкіряна фабрика.
В середині 20-х років XX ст. населений пункт втрачає свій статус міста. В селі створюються дві сільради: українська та єврейська, які паралельно існують до 1941 року.
В 30-х роках близько 20 сімей були розкуркулені. Село постраждало від Голодомору.
В липні 1941 р. село було окуповане німецькими військом. На початку 1942 р. в селі було створено гетто, куди відправили всіх євреїв селища. В липні 1942 р. євреї були заслані в село Манівці де їх розстріляли.

## Фізико-географічна характеристика села
Географічне положення. Село Кульчини розташоване на півночі Красилівської громади, на березі річки Понори, на 49° 46' північної широти і 26° 55' східної довготи. Межує з с. Кульчинки на півдні, с. Печеськи на заході, з с. Орлинці і Манівці на півдні. Село Кульчини сполучається ґрунтовою дорогою, яка іде біля с. Заставок, з дорогою з твердим покриттям, що веде через с. Кульчини до адміністративного центру Красилова.
Природні умови. Село розташоване на Волино-Подільській височині на висоті 284 м над рівнем моря. Поверхня угідь являє собою хвилясту рівнину з амплітудою 5—12 м. Схили балок пологі, ярів немає- Село розташоване в долині р. Понори. У центрі понижується берег Понори, де розташований ставок. Правий берег його крутий, обривистий, лівий — пологий. Село лежить в помірно-континентальному кліматі. Вітри переважають південно-західні. Середня температура січня -4.5°С, середня температура липня — + 20°С Опадів випадає від 550 до 600 мм. Розподіл атмосферних опадів сприятливий для сільського господарства. Дощі ідуть переважно в першій половині літа. Інтенсивність опадів теж сприятлива, на кожну тисячу дощових днів випадає в середньому 7 злив. Сніг випадає в листопаді, грудні місяцях. Тривалість снігового покриву від 60 до 100 днів. Взагалі клімат сприятливий для сільського господарства.
Внутрішні води. Через село Кульчини протікає річка Понора, яка з межах Красилівського району впадає в річку Ікопоть-Случ, що в свою чергу впадають в Горинь, притоку Прип'яті. А в цілому село лежить в басейні р. Дніпро. Річка Понора має глибину в середньому 8 м. Течія тиха, спокійна. Розливається річка навесні. Стік води регулюється ставком. Ґрунтові води залягають неглибоко, у середньому 3—5 м.
На півночі ґрунтові води близько підходять до поверхні, утворюючи торф'яне болото площею в 51,8 га.
На південний схід від села в Мельниковій долині, виходить ціла система джерел, утворюючи потік води завдовжки 1-1.5 км. Старожили розповідають, що раніше там протікала невеличка річка, що вливала свої води в р. Понору, але тепер на її шляху створено ставок і струмок дуже замулився і сповільнився в своїй течії.
На південний захід від села на віддалі 3 км ґрунтові води близько підходять до поверхні, про це свідчить джерело під назвою Крижова. На території села розміщається ставок площею 50.18 га. Він заповнюється водою під час весняного розливу р. Понори. Ставок використовується для розведення риби влітку Антонінським рибгоспом. Торф'яне болото вже шість років запущене, раніше розроблялось, забезпечуючи паливом с. Кульчини і навколишні села.
Ґрунти. На території селянської спілки поширені потужні чорноземні ґрунти. Основою ґрунтоутворюючої породи є відклади лісу. Ґрунти родючі мають достатню кількість (15-16 %) перегною Завдяки правильному застосуванню сівозміни і обробітку мають зернисту або грудкувато-зернисту структуру. На території спілки мають місця лугові ґрунти і на землях, що належать Держлісфонду опідзолені ґрунти чорноземи.
Рослинний і тваринний світ. Територія села і землі розташовані в зоні лісостепу. Степові ділянки являють собою орні землі.
47 га зайняті лугами і болотами, які використовуються в господарстві як пасовища і торфорозробки Сіножатей немає. На південний захід від села є широколистий ліс. Основні породи: дуб, бук, граб, береза, у підліску — ліщина, бересклет, шипшина, терен У лісі також є насадження кінського каштана і хвойних дерев. Великих диких тварин, які мали б значення в господарстві, немає. Водяться зайці, лисиці, дикі кози, їжаки.
Є багато птахів, особливо перелітних: дикі качки, гуси, куріпки, лелеки; співучі птахи: солов'ї, зозулі, ластівки і інші Є багато комах-шкідників сільського господарства.
Корисні копалини. На території села є торф, глина, пісок. Останні використовуються як будівельний матеріал.

## Персоналії
В селі проживав солдат 10-ї ОГШБ Оліщук Олександр Ігорович, 08.09.1994 року народження, котрий загинув 21 травня 2023 року внаслідок наступально-штурмових дій, отримавши мінометно-осколкове поранення несумісне з життям в районі с. Берестове Бахмутського району Донецької області.

## Галерея

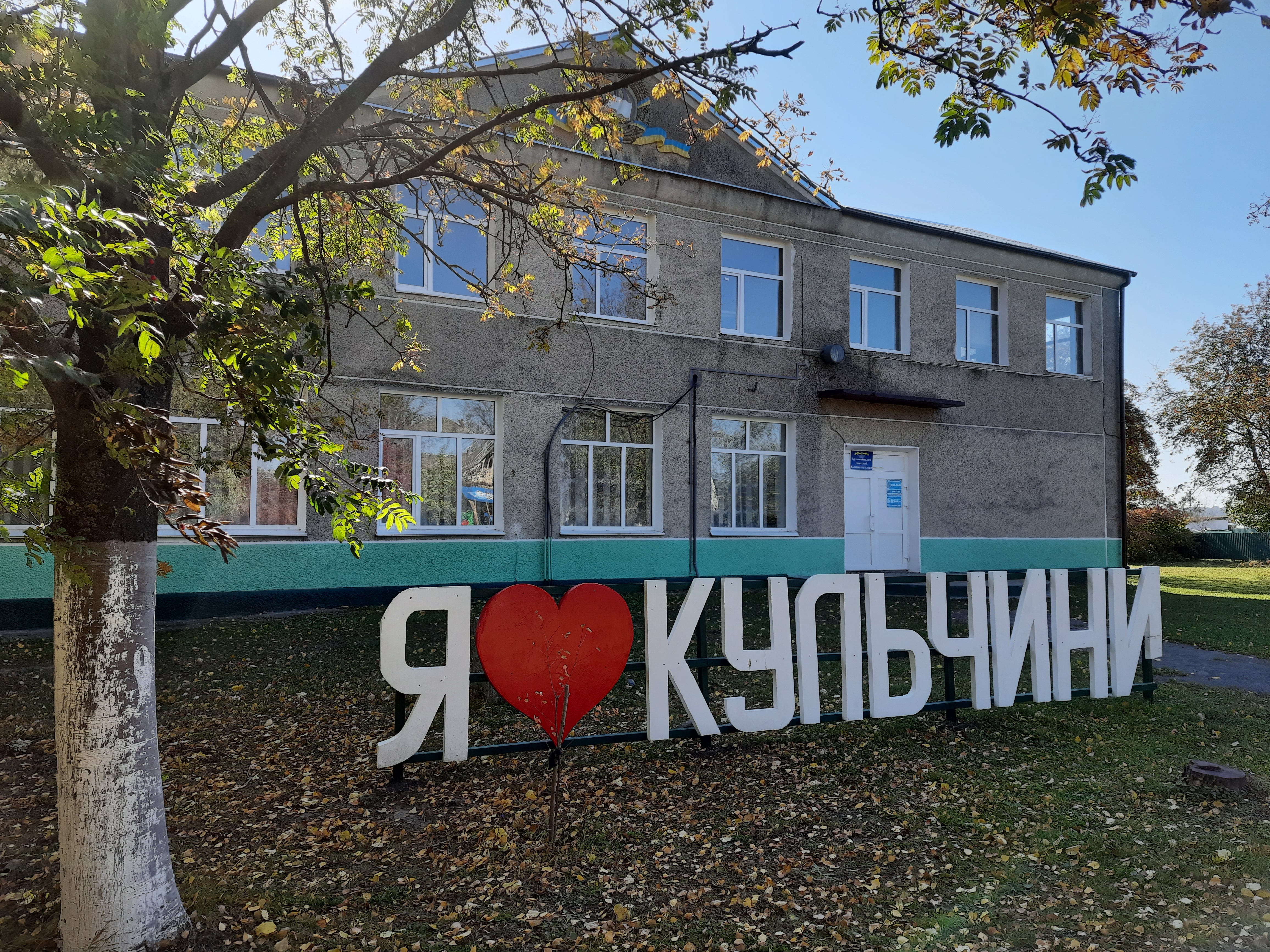
Будинок культури
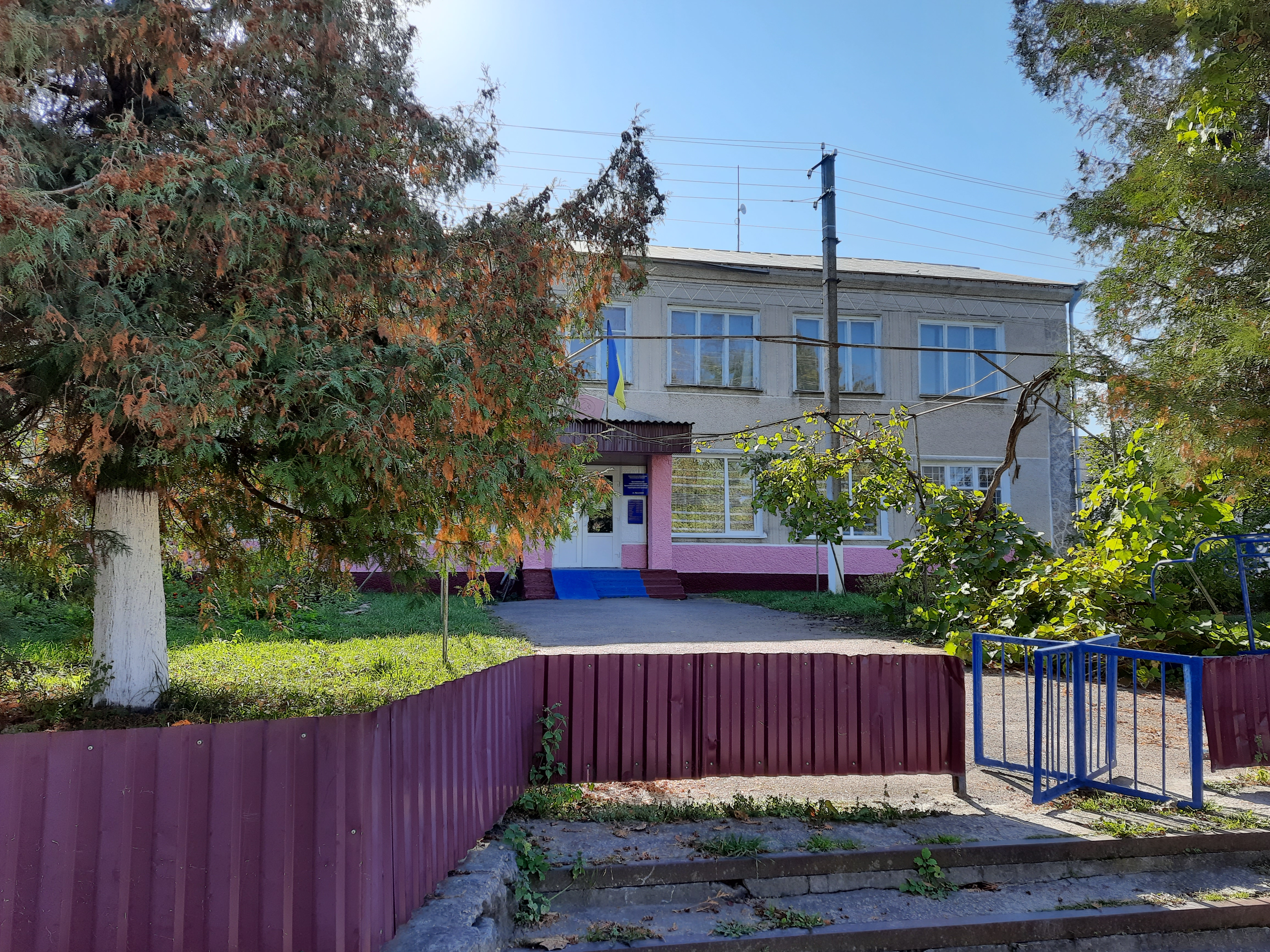
Старостат
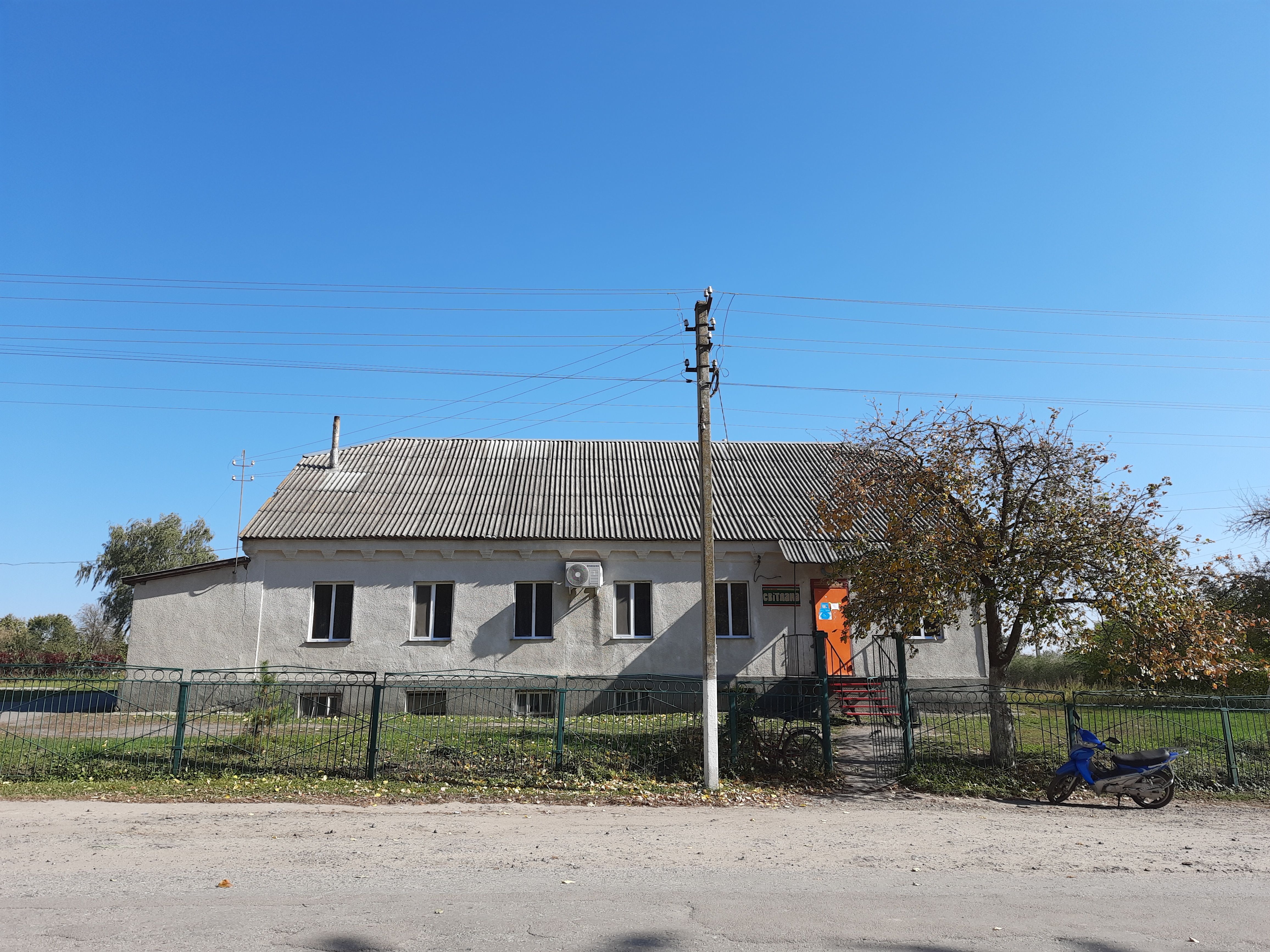
Крамниця
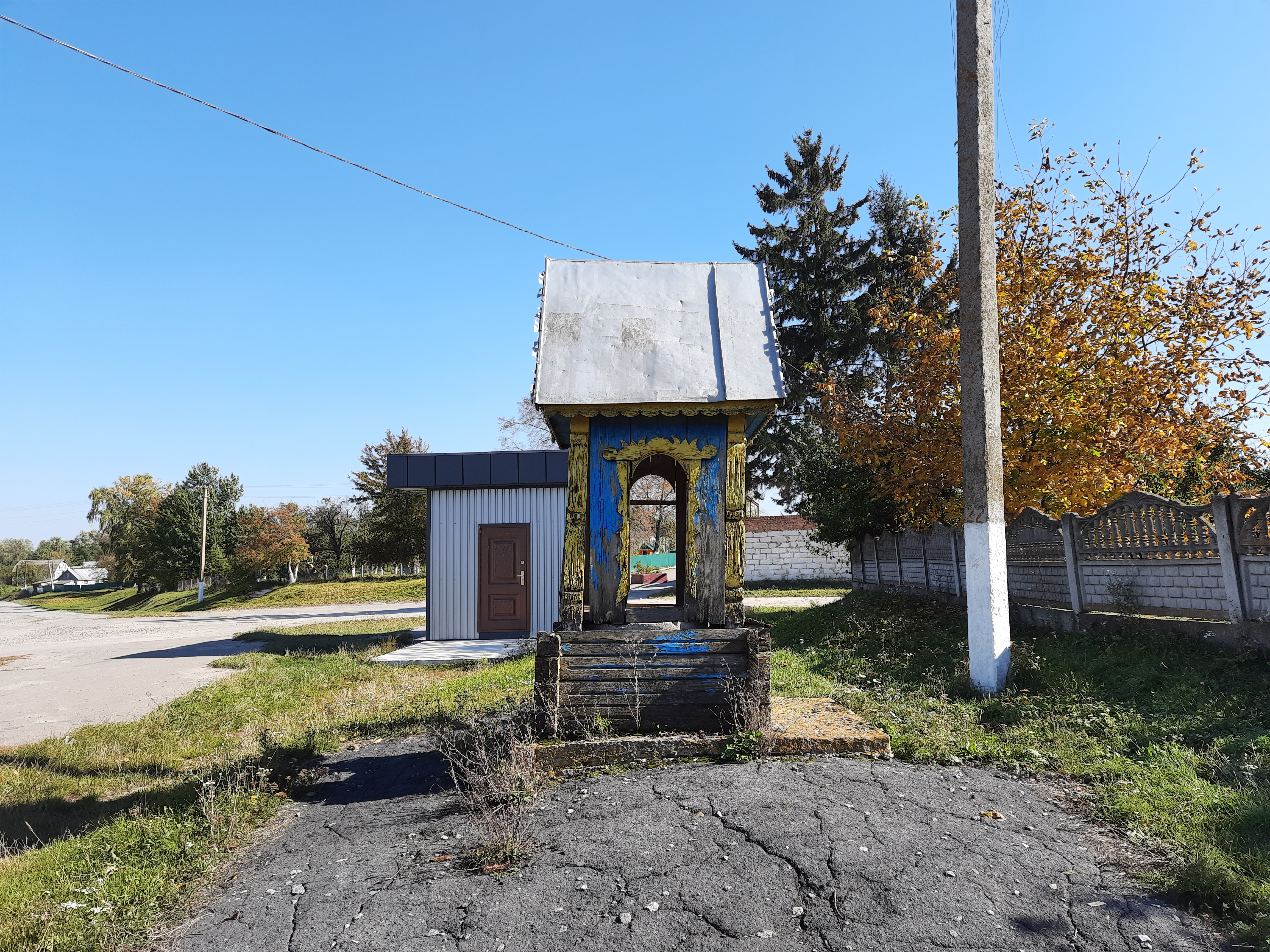
Сільський пейзаж
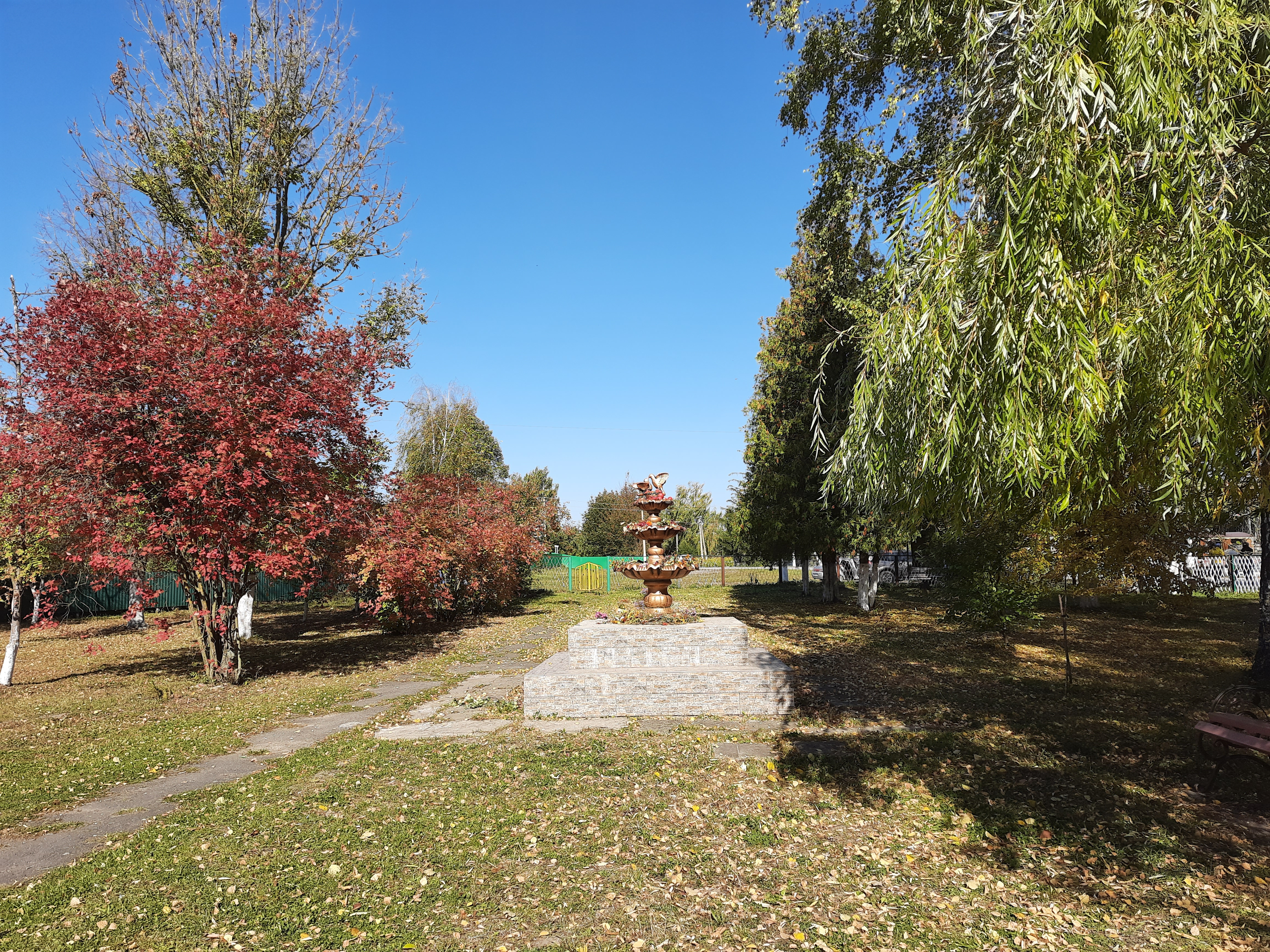
Фонтан
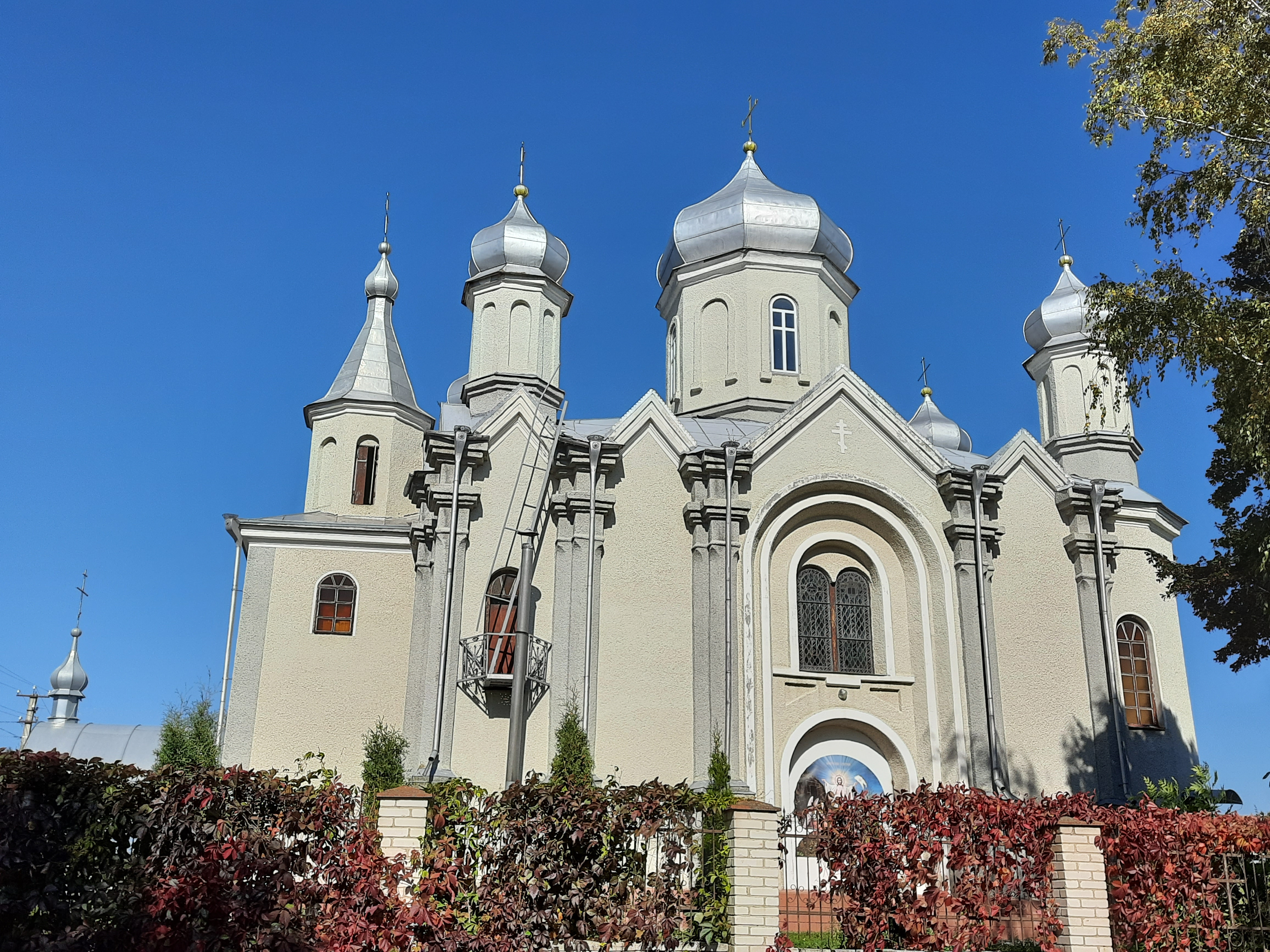
Покровська церква
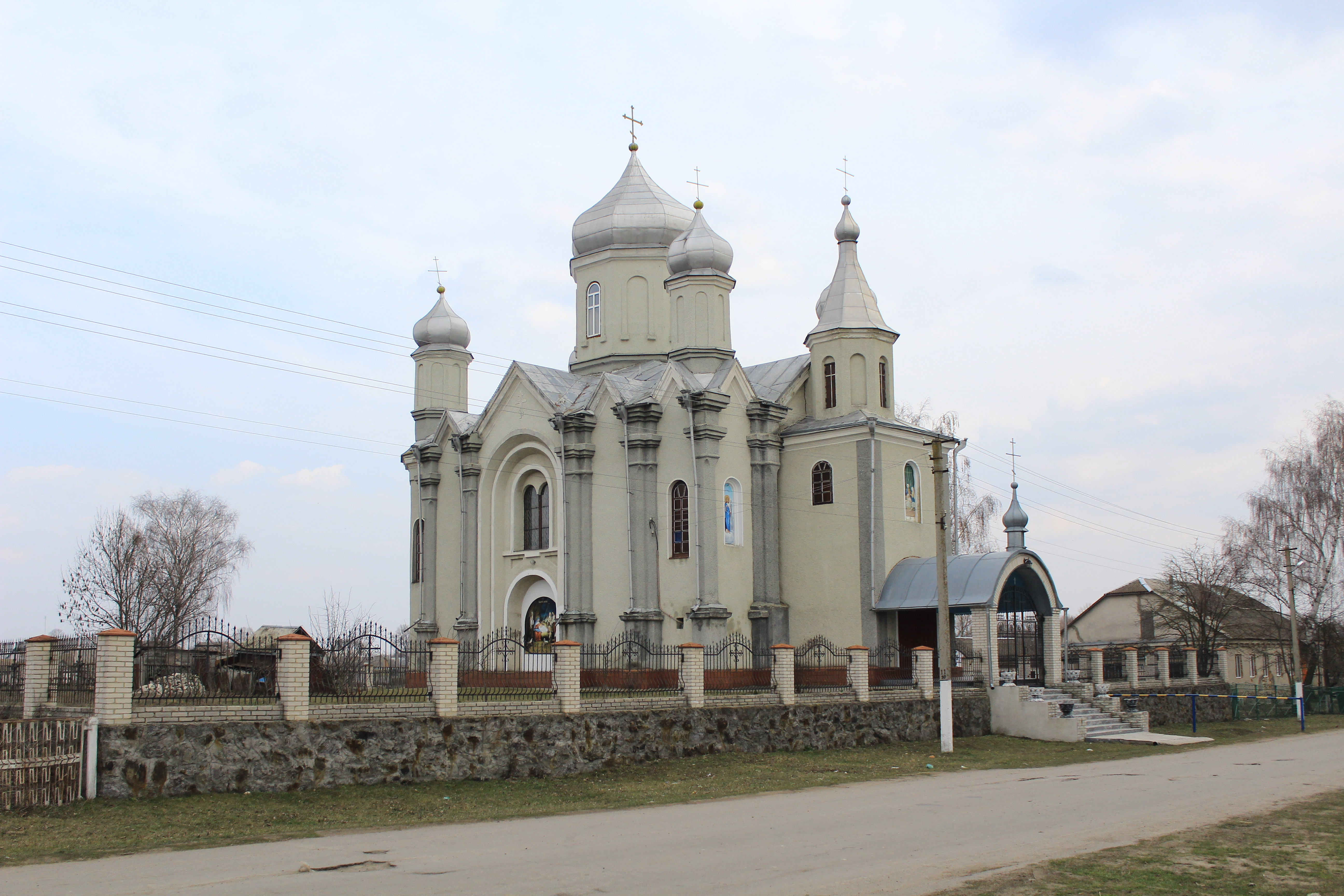
Церква
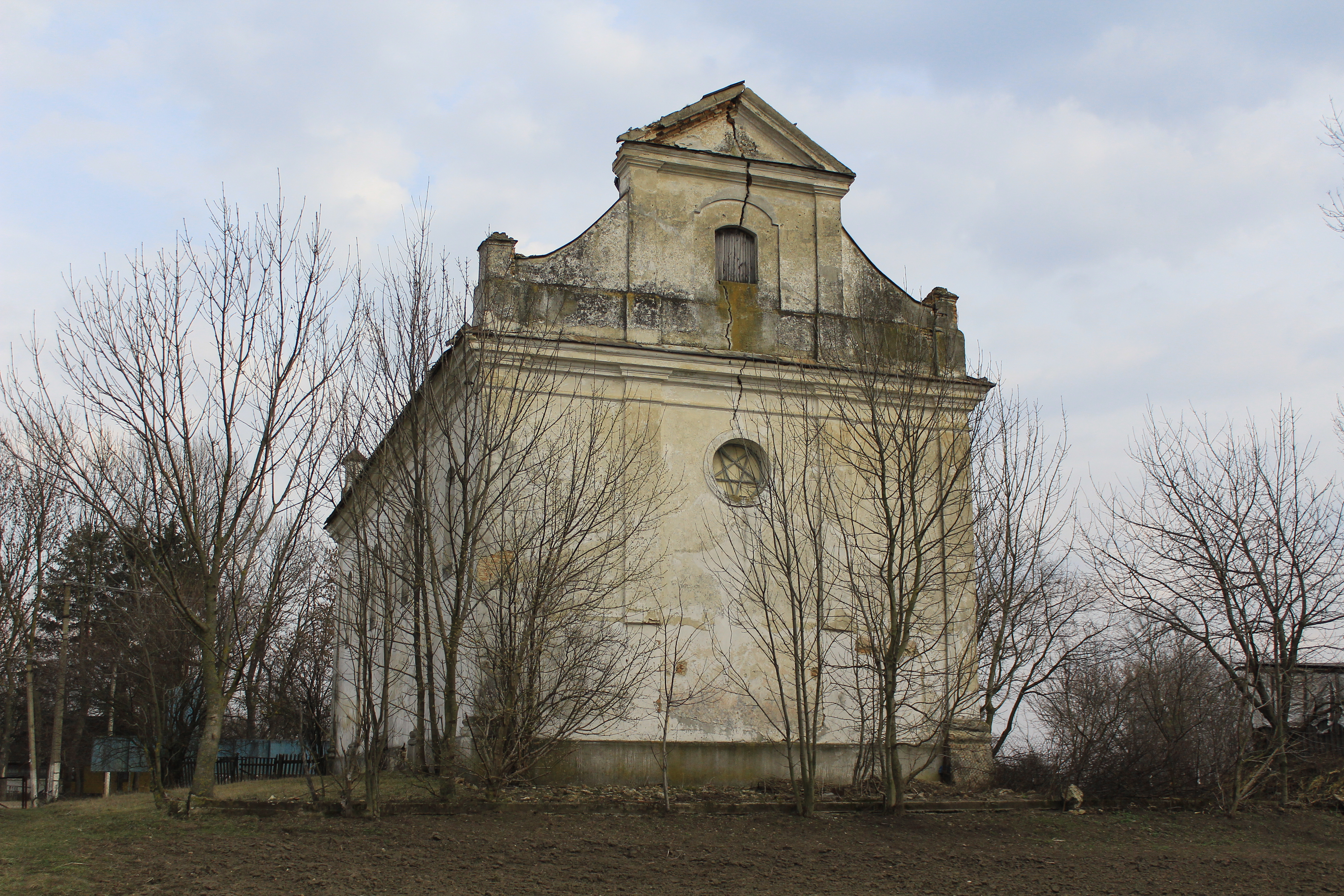
Костел
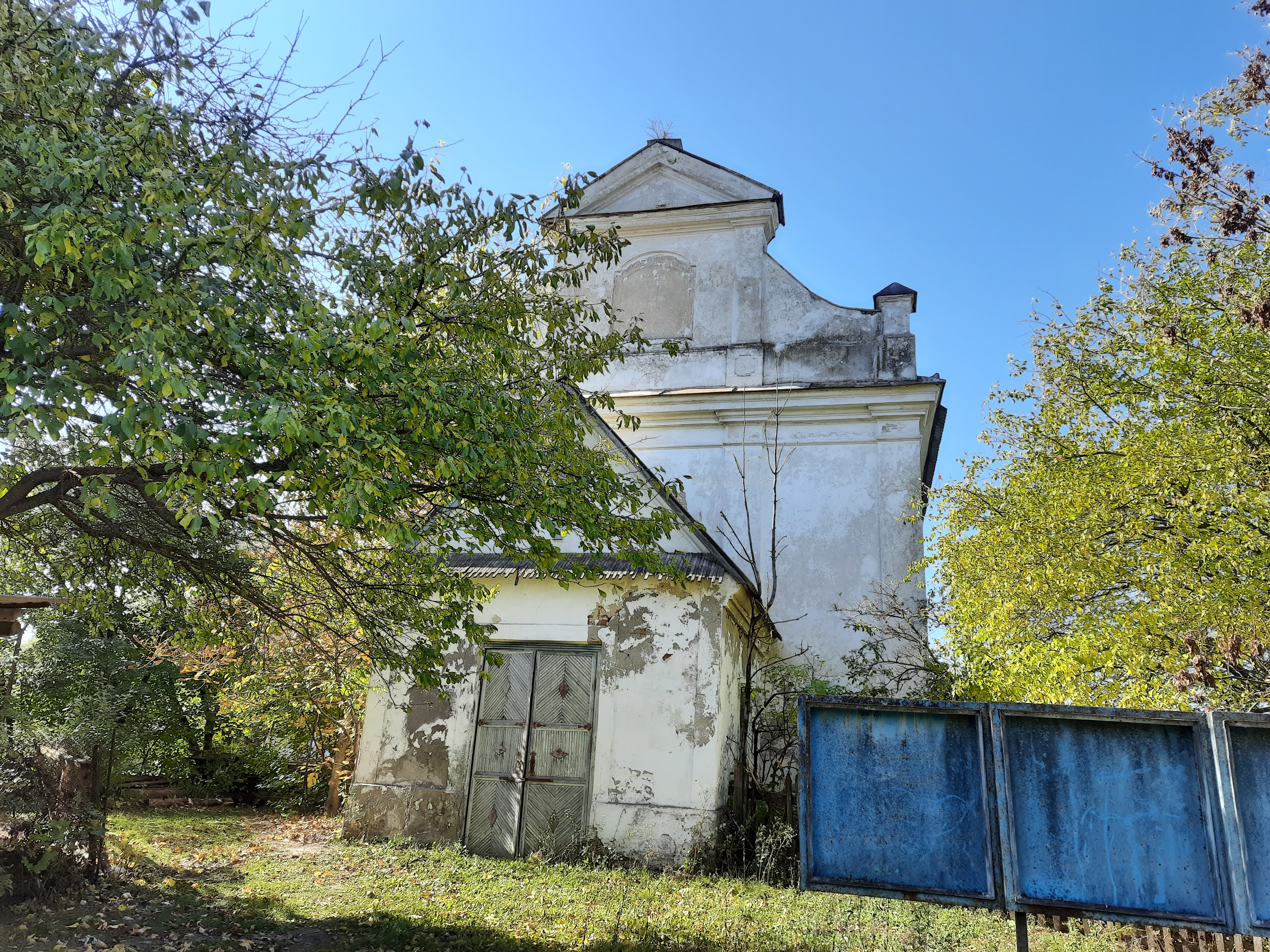
Костел
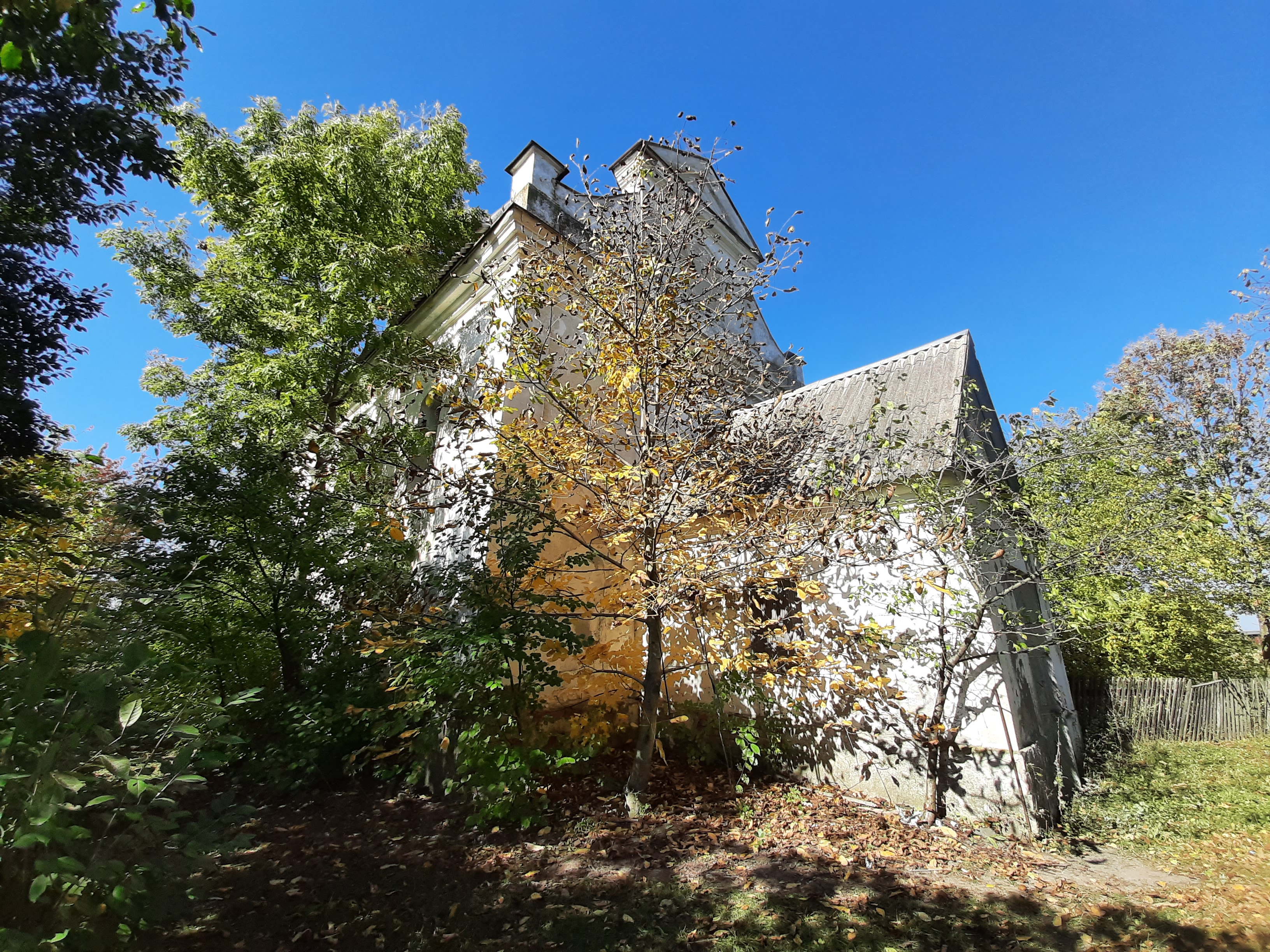
Костел